# BA-21
BA-21 là một phiên bản xe bọc thép thử nghiệm do Liên Xô phát triển từ năm 1938. Phương tiện này là một thay đổi lớn của BA-20, sử dụng một khung gầm xe tải ba trục thay vì hai trục. Năm tiếp theo, thiết kế này được phát triển thêm thành LB-23, có động cơ tốt hơn. Cả hai phương tiện đều không được chấp nhận sản xuất.

## Thông số kỹ thuật
BA-21 có trọng lượng 3,25 tấn (3,58 tấn thiếu), trong khi có chiều dài 4,55 m (14 ft 11 in), chiều rộng 1,78 m (5 ft 10 in) và chiều cao 2,16 m (7 ft 1 in). Nó được trang bị động cơ bốn xi-lanh GAZ M1 làm mát bằng nước với tốc độ 33 dặm / giờ (53 km / h). Xe có lớp giáp 11 mm (0,43 in), phần thân bọc thép được hàn từ các tấm giáp cuộn. Một súng máy DT 7,62 in (0,3 in) bổ sung được gắn ở tấm giáp trước của xe trong một giá đỡ bi. Tháp pháo BA-20 quay bằng sức của người bắn. Súng máy trên tháp pháo nhắm thẳng đứng trong khu vực +23 đến −13 độ. Chiếc xe được điều khiển bởi một kíp lái hai người, bao gồm một chỉ huy và một lái xe.

## Phát triển
BA-21 được thiết kế vào năm 1938, là một sửa đổi lớn của BA-20. Nó sử dụng khung gầm xe tải ba trục, thay vì khung gầm xe tải hai trục. Năm 1939, BA-21 được phát triển thêm thành LB-23, có động cơ tốt hơn thiết kế ban đầu. Cả hai chiếc đều không được chấp nhận sản xuất.
Bản sao duy nhất được phát hành hiện đang ở Bảo tàng Thiết giáp ở Kubinka.